# Samsung Galaxy GT-i7500
Das Samsung Galaxy GT i-7500 (kurz Samsung Galaxy) war das erste Smartphone von Samsung mit dem Betriebssystem Android. Damit wurde Samsung der zweite Hersteller von Android-Smartphones und eröffnete den Wettbewerb auf dieser Plattform. Außerdem ist es der Beginn des großen Erfolgs der Galaxy-Serie von Samsung.
Wie die Mehrheit der Android-Smartphones bietet das Samsung Galaxy nur eine virtuelle Tastatur, die über den Touchscreen bedient wird.

## Verfügbarkeit
Im Gegensatz zu den beiden ersten Android-Smartphones, dem HTC Dream und dem HTC Magic, war das Samsung Galaxy wie das dritte Android-Smartphone von HTC, das HTC Hero, nicht mehr nur exklusiv über einen Mobilfunkbetreiber erhältlich, sondern auch im freien Einzelhandel.